# Laphystia pursati
Laphystia pursati là một loài ruồi trong họ Asilidae. Laphystia pursati được Tomasovic & Smets miêu tả năm 2007. Loài này phân bố ở miền Ấn Độ - Mã Lai.